# Povijest Baskije
Baski (baskijski: Euskaldunak) su autohtona etnička skupina uglavnom nastanjuju Baskiju- područja Španjolske i Francuske uz Atlantski ocean (Biskajski zaljev). Njihova povijest, dakle, povezana je sa španjolskom i francuskom poviješću i s povijesti mnogih drugih prošlih i sadašnjih zemalja, osobito u Europi i Americi, gdje je velik broj njihovih potomaka ostao vezan za svoje svoje korijene, okupljajući se oko baskijskih klubova.

## Podrijetlo

### Prvi povijesni spomeni
U 1. stoljeću, grčki povjesničar Strabon napisao je da su sjeverni dijelovi onog što je sada Navara (Nafarroa na baskijskom) i Aragona naseljeni plemenom koje je zvao Vascones. Unatoč očiglednoj etimološkoj povezanosti Vascones i suvremenog imena Baska, ne postoji doseljedan dokaz da su Vascones  preci modernih Baska niti da su govorili jezikom koji je evoluirao u moderni baskijski, iako to snažno sugeriraju kako povijesno dosljedni toponimi tog područja i nekoliko osobnih imena na nadgrobnim spomenicima koji datiraju iz rimskog razdoblja.
Tri različita naroda su naseljavali teritorij današnje baskijske autonomne zajednice: Varduli, Caristii i Autrigones. Povijesni izvori ne navode jesu li ova plemena povezana sa  Vascones i/ili Aquitani.
Područje gdje je potvrđeno prisustvo jezika povezanog s baskijskim iz ranog razdoblja je Gaskonja u Francuskoj,  sjeverno od današnje Baskije, čiji su drevni stanovnici, Aquitani, govorili jezik srodan baskijskom. (Izumrli akvitanski jezik ne treba miješati s gaskonskim, romanskim jezikom koji se govori u Akvitaniji od srednjeg vijeka.)
U srednjem vijeku, naziv Vascones i njegove izvedenice se proširio na sve govornike baskijskog jezika.

### Prapovijest:glavni pogled
Iako se malo zna o pretpovijesti Baska prije razdoblja rimske okupacije zahvaljujući poteškoćama u identificiranju dokaza za određene kulturne tragove,  glavni pogled danas jest da baskijsko područje pokazuje znakove arheološkog kontinuiteta od orinjasijenskog razdoblja.
Mnoga baskijska arheološka nalazišta, uključujući špiljske nastambe kao što je Santimamiñe, pružaju dokaze za kontinuitet od orinjasijenskih vremena pa sve do željeznog doba, neposredno prije rimske okupacije. Stoga se ne može isključiti mogućnost da je barem dio od tih istih ljudi nastaviio živjeti na tom području tijekom trideset tisućljeća.
Neki znanstvenici su tumačili baskijske riječi aizto 'nož' i aizkora 'sjekira' kao izvdenice od aitz 'kamen', što su su uzimali kao dokaz da baskijski jezik datira iz kamenog doba.  Međutim, kamen je bio napušten u kalkolitiku, a aizkora (varijante axkora, azkora) ponekad se smatra da se radi o posuđenici iz latinskog asciola; usp. španjolski: azuela, katalonski: aixol.

## Genetički dokazi
Visoka koncentracija Rh- među Baskima (najviša na svijetu), već je uzeta kao pretpostavka o starosti i nedostatku primjese u baskijskom genskom bazenu i prije pojave moderne genetike, koja je potvrdila to gledište. Godine 1990. Luigi Luca Cavalli-Sforza objavio svoja otkrića prema kojem je jedna od glavnih europskih autosomnih komponenti, PC 5, tipična baskijska osobina za koju se vjeruje da je došla migracijom istočnih naroda tijekom neolitika i metalnog doba.  X kromosoma mikrosatelita Također, čini se da ukazuju na to da su Baski najizravniji potomci prapovijesnih zapadnih Europljana. Među Baskima je pronađen najveći postotak "zapadnih europskih gena", ali je pronađen također u visokoj razini među susjednom populacijom, jer su i oni izravni potomci istih ljudi. Međutim, istraživanja mitohondrijske DNK su bacila sumnju na tu teoriju.

## Alternativne teorije
Sljedeće alternativne teorije o pretpovijesnom podrijetlu Baski su sve imali sljedbenike na neko vrijeme, ali su odbačene od strane mnogih znanstvenika i ne predstavljaju stajalište konsenzusa:
- Baski su neolitski doseljenici: Prema ovoj teoriji, prethodnik baskijskog jezika možda je stigao prije oko 6.000 godina s unaprijeđenom poljoprivredom. Jedini arheološki dokazi koji bi mogao djelomično potvrditi tu hipotezu bi bili oni za područje doline Ebro.
- Baski su stigli zajedno s Indo-Europljanima: teorija povezana s nekim nedokazanim jezičnim hipotezama koje uključuju baskijski i neke kavkaske jezike u jednu veliku obitelj jezika. Čak da takva baskijsko-kavkaska veza postoji, ona bi trebala biti previše u dubini da bi bila relevantna za indoeuropske migracije. Osim keltske prisutnosti u Ebro dolini tijekom kulture polja sa žarama, arheologija daje malo podrške za ovu hipotezu. Baskijski jezik sadrži neke određene keltske ili druge indoeuropskih tuđice, osim onih prenesenih putem latinskog ili romanskih jezika kroz povijest.
- Baski kao iberijska podgrupa: Na temelju povremenog korištenja iberijskog alfabeta od strane Baska u antici i Julija Cezara koji opisuje A Akvitance kao Iberijce. Očigledna sličnosti između nedešifriranog iberijskog jezika i baskijskog također je navedena, ali teorija ne uzima u obzir da dosadašnji pokušaji odgonetavanja iberijskog pomoću baskijskog nisu uspjeli.

## Baskija u prapovijesno doba

### Paleolitik
Prije oko 35.000 godina, u zemlje koje su sada Baskija, zajedno sa susjednim područjima kao što su Akvitanija i Pirineji, doseljavaju se kromanjonci, koji postupno raseljavaju ranije doseljeno neandertalsko stanovništvo regije. Naseljenici su sa sobom donijeli orinjasijensku kulturu. 
U ovoj fazi, Baskija je bila dio arheološke franko-kantabrijske regije koja se protezala sve od Asturije do Provansi. Duž cijele ove regije, koja je prošla slična kulturna zbivanja s nekim lokalnim varijacijama, orinjasijenu kulturu uspješno su zamijenile gravetinska, solutreanska i magdalenijenskaa kultura. Osim orinjasijena, one su izgleda sve nastale u franko-kantabrijskoj regiji, što sugeriraju nikakvi valovi imigracije u regiji tijekom paleolitika. 
U sklopu današnje Baskije, nasavanje je bilo ograničena gotovo isključivo na atlantsko područje, vjerojatno zbog klimatskih razloga. Važna baskijska nalazišta iz tog doba su:
- Santimamiñe (Biskaja): gravetinska, solutreanski i magdalenski ostaci, zidna umjetnost
- Bolinkoba (Biskaja): gravetinska i solutreanska
- Ermitia (Gipuskoa): solutrean and magdalenska
- Amalda (Gipuzkoa): gravetinska i solutreanska
- Koskobilo (Gipuskoa): orinjasijena i solutreanska
- Aitzbitarte (Gipuskoa): orinjasijena, gravetinska, solutreanski i magdalenski ostaci, zidna umjetnost
- Isturitz (Donja Navara): gravetinska, solutreanski i magdalenski ostaci, zidna umjetnost
- Gatzarria (Soule):  aorinjasijena, gravetinska

### Epipaleolitik i neolitik
Na kraju ledenog doba, magdalenijska kultura ustupila je pred azilijanskom kulturom. Lovci su se okrenuli od velikih životinja prema manjem plijenu, a ribolov je postao važna gospodarska djelatnosti. Južni dio Baskije je prvi put naseljen u tom razdoblju. 
Postupno, neolitičke tehnologije počele su izbijati s mediteranskih obala, prvo u obliku izoliranih keramičkih predmeta (Zatoia, Marizulo), a kasnije s uvođenjem uzgoja stada ovaca. Kao i u većini atlantske Europe, taj prijelaz sporo napreduje. 
U dolini Ebro su pronađena potpunija neolitička nalazišta. Antropometrijska klasifikacija ostataka sugerira mogućnost nekih sredozemnih kolonizacije ovog područja. Slične situacije nalaze se u Akvitaniji, gdje su doseljenici možda stigli preko Garonne.
U drugoj polovici 4. tisućljeća prije Krista, pojavila se megalitska kultura na cijelom području. Sahranjivanja postaju kolektivna (možda obiteljska ili rodovska) i prevladava dolmena, dok su špilje također iskorisštavane na nekim mjestima. Za razliku od dolmena mediteranskog bazena koji pokazuju sklonost za koridorima, u atlantskom području oni su uvijek jednostavne komore.

### Bakreno i brončano doba
Upotreba bakra i zlata, te zatim i drugih metala, nije počela u Baskiji do cca 2500. S dolaskom metala, pojavila su se prva gradska naselja. Jedan od najznačajnijih gradova na račun svoje veličine i kontinuiteta bio je La Hoya u južnoj Álavi, koja je možda služio kao poveznica, a možda i trgovačko središte, između Portugala (Vila Nova de São Pedro kultura) i Languedoca (skupina Treilles ). Istodobno, špilje i prirodna skloništa ostaju u uporabi, posebice u Atlantskoj regiji.
Bezukrasna keramika nastavlja iz neolitika pa do dolaska kulture Bell pehara sa svojim karakterističnim stilom keramike, koja se uglavnom nalazila oko doline Ebro. Izgradnja megalitskih struktura nastavila se do kasnog brončanog doba.
U Akvitaniji, naznačajnija je bila prisutnost Artenacijske kulture,  kulture strijelaca koja se brzo proširila preko zapadne Francuske i Belgije iz svoje domovine u blizini Garonne c. 2400.
U kasnom brončanom dobu, dijelovi južne Baskije došli su pod utjecaj kulure Cogotas I s iberske visoravni.

### Željezno doba
U željezno doba, nositelji kulture polja urni slijedili su uzvodno rijek Ebro do južnih rubova Baskije, što je dovelo do osnivanja halštatske kulture; To se podudara s početkom indoeuropskih, posebno keltski utjecaja u regiji. 
U Baskiji, naselja se sada pojavljuju uglavnom na mjestima teškog pristupa, vjerojatno iz obrambenih razloga, i imaju razrađene sustave obrane. Tijekom ove faze, poljoprivreda naizgled postaje važnija od stočarstva. 
U ovom su se razdoblju najvjerojatnije pojavile nove megalitne strukture, (kamen krug) ili cromlechi  i megaliti tj. Menhiri.

## Rimska vlast
Po dolasku Rimljana u današnju jugozapadnu Francuske, Pireneje i njihov prag prema Kantabriji, teritorij je bio okupiran od strane brojnih plemena, od kojih su većina bila ne-indoeuropska (priroda drugih je ostala nejasna, primjerice Caristii). Vascones pokazuju najveću sličnost s današnjim Baskima, ali dokazi upućuju na narode srodne baskijskom koji se protežu oko Pirineja i do Garonne, o čemu svjedoči Cezar u svojoj knjizi "De Bello Gallico, "Akvitanijski natpisi" (osobna imena i imena bogova) te nekoliko ojkonima.
Većinu akvitanskih plemena je pokorio Kras, vojskovođa Julija Cezara,  65 godine prije Krista. Međutim, prije toga osvajanja (kojeg očito slavi toranj Urkulu), Rimljani su došli do gornje Ebro regije početkom 2. stoljeća prije Krista, na rubove baskijskog teritorija (Calagurris, Graccurris). Pod Pompejem u 1. stoljeću prije Krista, Rimljani su se stacionirali i osnovali Pompaelo (suvremena Pamploni, Iruñea na baskijskom), ali rimska vladavina se nije konsolidirala do vremena cara Augusta. Njegovo slabljenje je dobro pogodovala Baskima, dopuštajući im zadržavanje svojih tradicionalnih zakona i vodstvo. Romanizacija je ograničen na zemlje u današnjoj Baskiji bliže Atlantiku, dok je bila intenzivnija na mediteranskom slijevu. Opstanak zasebnog baskijskog jezika često se pripisuje činjenici da je Baskija slabo razvijana od strane Rimljana.
Postojalo je značajno rimsko prisustvo u garnizonu Pompaelo, gradu južno od Pirineja osnovanom i imenovanom po Pompeju. Osvajanje tog područja dalje na zapad slijedilo je žestoke rimske napade protiv Kantabra  (vidi: Kantabrijski ratovi). Postoje arheološki ostaci iz tog razdoblja garnizona koji je štitio trgovačke rute duž rijeke Ebro, te duž rimske ceste između Asturice i Burdigale.
Jedinica Varduli bila je stacionirana na Hadrijanovom zidu na sjeveru Britanije dugi niz godina, a zaradila je titulu "Fida" (odani) za službu caru. Rimljani su izgleda ušli u saveze (foedera, jednina foedus) s brojnim lokalnim plemenima, omogućujući im gotovo potpunu autonomiju unutar Carstva.
Livije spominje prirodnu podjelu između Agera i Saltus Vasconum, odnosno između polja Ebro bazena i planina na sjeveru. Povjesničari se slažu da je romanizacija bila značajna u plodnoj Ager dolini, ali gotovo nikakva u Saltusu, gdje je rimski gradovi bili rijetki i uglavnom mali.
Bagaudae su činili napravili veliki utjecaj na baskijsku povijesti u kasnom razdoblju Carstva. U kasnom 4. stoljeću, i tijekom 5. stoljeća, baskijska regija od Garonne do Ebra izmakla je rimskoj kontroli usred niza pobuna. Nekoliko rimskih vila (Liédena, Ramalete) je izgorjelo do temelja. Proliferacija kovnica se tumači kao dokaz za unutarnji limes oko Vasconije, gdje je novac kovan novci u svrhu plaćanja vojnika. Nakon pada carstva, nastavila se borba protiv rimskih saveznika Vizigota.

## Srednji vijek

### Pokrštavanje
Kršćanski pjesnik Prudentius pjeva o istaknutom Vaskonijskom gradu Calahorra (današnjoj La Rioji) u svom radu Peristephanon (I) pisanom u ranom 5. stoljeću, podsjećajući da su gradski stanovici  "nekoć poganski Vaskonci". Sama Calahorra je postala biskupska stolica u 4. stoljeću, a njezin biskup je drža vlast nad teritorijem koji je proširio i na zemlje današnje središnje Rioje (Sierra de Cameros), Biskaje, Alave velikom dijelu Gipuzkoe i Navare. U 5. stoljeću, Eauze (Elusa) je potvrđena kao biskupska stolica u Novempopulaniji, ali stvarni utjecaj tih centara na različitim područjima u društvu nije dobro poznat.
Raspad Rimskog Carstva je, čini se, pokrenuo plimu. Baski se nisu više poistovjećivali s rimskom civilizacije i padom njezinog urbanog života nakon kasnog 5. stoljeća, te su oni nadjačali rimsku urbanu kulturu, tako da je poganstvo ostala rašireno među Baskima barem do kraja 7. stoljeća i neuspjele misije sv Amandusa. Međutim, manje od stoljeća kasnije, tijekom franačkog napada na Baske i Akvitance, franački kroničari uopće ne spominju baskijsko poganstvo unatoč snažnoj propagandnoj vrijednosti, Akvitanski vojvoda Odo Veliki prepoznat je kao prvak kršćanstva od strane Pape. Karlo V eliki je počeo politiku kolonizacije u Akvitaniji i Vaskoniji nakon pokoravanja oba teritorija u razdoblju 768. – 769. Angažirajući Crkvu na svoju stranu kako bi ojačao svoju moć u Vasconia, on je obnovio franačku vlast na visokim Pirinejima godine 778., razdijelivši zemlju između biskupa i opata i počeo krstiti poganske Baske ovoga kraja.
Muslimanski zapisi iz razdoblja Umayyadskog osvajanja Hispanije i početka 9. stoljeća identificiraju Baske kao "pogane", oni nisu bili" ljudi Knjige" (kršćani). Još godine 816, muslimanski kroničari navode da je nedaleko od Pamplone postojao tzv. 'Saltan "," vitez od pogana ", vjerojatno iskrivljeni naziv, možda se odnosi na "zaldun", doslovno na baskijskom " vitez ". Kasnije muslimanski povjesničari navode navarske vođe početkom 9. stoljeća (ali ne samo njih) da se pridržavaju politeističke vjerske prakse i kritiziraju Banu Qasi zbog savezništva s njima.

### Rani srednji vijek
Godine 409., Vandali, Alani i  Svevi probili su svoj put u Hispaniju kroz zapadne Pirinejima, dok su ih Vizigoti proganjali izbliza godine 416 kao saveznici Rima, dok posljedice njihovih napredaka nisu bile jasne.  Godine 418. Rim je dao provincije Akvataniju Tarraconensis Vizigotima, kao foederatima, vjerojatno s ciljem da brani Novempopulanu od pljačkaških pohoda Bagaudae. Ponekad se tvrdi da su Baski bili osnova tih naoružanih bandi, ali ova tvrdnja je daleko od sigurne. Suvremeni kroničar Hydatius bio svjestan postojanja Vaskonaca, ali ne identificira Bagaudae pobunjenike kao Baske.
Dok su izgleda Vizigoti potraživali pravo na baskijski teritorij od ranijeg razdoblja, kronike ukazuju na njihov neuspjeh u zaposjedanju, isprekidan samo sporadičnim vojnim uspjesima.  Između 435. i 450. godine ugledale su niz sukoba između Bagaudae i rimsko-gotičkih vojnika, od kojih sz najbolje dokumentirane bitke kod Toulousea, Aracelija i Turiasuma. Otprilike u istom razdoblju,  godina 449-451,Suevi pod kraljem Rechiarom opustošili su teritorij Vaskonaca, vjerojatno osiguravajući sebi put kroz regije na njihovom putunatrag iz Toulousea. Naselja su očigledno oštećena nakon pohoda i, dok su Calahorra i Pamplona preživjeli, Iruna (Veleia) je zbog tih događanja bila izgledanapuštena.
Nakon 456, Vizigoti su prešli Pirineje dva puta iz Akvitanije, vjerojatno kod  Roncesvallesa, u nastojanju za uništenjem svevskog kraljevstva Rechiar, ali kako spominje kronika Hydatiusa, jedini španjolski izvor za to razdoblje, to prestaje godine 469.,  a stvarni događaji oko sukoba Vizigota s Baskima su ostali nerazjašnjeni.  Osim nestanka prethodnih plemenskih granica, veliki razvoj između smrti Hydatiusa i događajima zabilježenim 580-tih je pojava Baska kao "planinskih lutajućih ljudi", većinu vremena prikazivanih kao prijetnju urbanom životu.
Franci su raselili Vizigote iz Akvitanije godine 507., ostavivši Baske između dviju zaraćenih kraljevstava. Oko odine 581.  Franci i Vizigoti su napali Vaskoniju (Wasconia prema Grguru iz Toursa), ali bez uspjeha. Godine 587. Franci su pokrenuli drugi napad na Baskiju, ali su poraženi na ravnicama Akvitanije, što znači da je baskijsko naseljavanje ili osvajanje počelo sjeverno od Pireneja. Međutim, teorija o baskijskom ekspanzionizmu u ranom srednjem vijeku često je odbacivana i nije nužna za razumijevanje povijesnog razvoja ovog kraja. Ubrzo nakon toga, Franci i Goti stvorili su niz marki s ciljem obuzdavanja Baski ̶ Vojvodstvo Kantantabriju na jugu i Vojvodstvo Vaskoniju na sjeveru (602).
U jugozapadnim predjelima franačkog Vojvodstva Vaskonije, koji se u određenim razdobljima tijekom 6-8. stoljeća protezalo i preko Pirineja,  Kantabrija (možda uključujući Biskaju i Álavu) i Pamplona su ostao izvan vizigotske vlasti, s potonjem vezanim uz nekakvu samoupravu ili pod franačkom vlašću.
Nakon puno borbi, Vojvodstvo Vaskonija konsolidiralo se kao samostalna politička zajednica između 660. i 678. pod vladavinom kneza Felixa, koji je preko personalne unije s Vojvodstvom Akvitanije osnovao de facto carstvo odvojena od daleke Merovinške vladavine. Sinergija između '"romanske", ne-franačke urbane elite i ruralnih militariziranih Vaskonaca omogućila je jak politički entitet u jugozapadnoj Galiji. 
Baskijsko-akvitansko carstvo doživjelo svoj vrhunac u vrijeme Oda Velikog, ali muslimanska invazija godine 711., kad se Vizigot Roderic borio s Baskima u Pamploni, te uspon karolinške dinastije predstavljao je nove prijetnje za ovu državu, te na kraju je potaknulo njen raspad. 
Franačko podređivanje Vaskonije nakon Odove smrti godine 735 bilo je prekinuto čestim pobunama, na čelu s Odovim sinom Hunaldom (735. – 744.) i unukom Waiferom (768.).  Godine 762., domaćini franačkog kralja Pipina prešli su Loire, napali Bourges i Clermont koje su branili Bask i poharali Akvitaniju. Nakon nekoliko vojnih zastoja, Baski su obećali pokornost Pippinu na rijeci Garonne (Fronsac, c. 769). U ovom trenutku (7-8 stoljeća), Vaskonija se ponekad spominje kao poručje koje se proteže od Kantabrije na jugozapadu sve do rijeke Loire na sjeveru upućujući na ne nadmoćnu ali jasnu značajnu baskijsku prisutnosti u Akvitanije (tj. između Garonne i Loire).
Vaskonski nedavno potisnuti otpor otvorio je put franačkoj vojsci za osiguranje interesa Karla Velikog u španjolskim markama (opsade Zaragoze). Nakon rušenja zidova Pamplone, Rolandova zalaznica koja se kretala prema sjeveru poražene u prvoj bitci kod Roncevauxa (778) od strane izdajničkih Baska, kako navodi franački kroničara, sugerirajući da su Baski u cjelini i vojvoda Lupus prisegnuli 769. na odanost Karlu. Nakon 781., umoran od baskijskih ustanaka, Karlo nije više imenovao knezove, nego je umjestot toga se opredjelio za izravnu vladavinu stvaranjem Kraljevstva Akvitanije.
Baskijsko-muslimanska država  Banu Qasi, osnovana oko 800. u blizini Tudele  (Tutera na baskijskom), djelovala je kao tampon država između Baska i Kordopski Umayyada koji su pomogli učvrstiti neovisnu Kraljevinu Pamploni nakon druge bitke kod Roncevauxa, kada je franačka ekspedicija na čelu s grofovima Eblusom i Aznarom (ponekad i identificiranih kao lokalni franački vazali srušeni u Aragonu nekih 10 godina ranije) poražena od Pamplonaca a možda i od Banu Qasi, nakon prelaska Pirineja, vjerojatno na tragu baskijskih pobuna sjeverno od Pireneja. U zapadnim rubovima baskijskog teritorija, Álava se pojavila prvi put u povijesti napadnuta od Asturije i muslimanskih vojski a sastojala se nejasno omeđenog teritorija kojeg je prije držalo Vojvodstvo Kantabrija (danas tekuće  Kantabrija, Biskaja, Alava, La Rioja i Burgos).
Nakon bitke, Eneko Aritza, ponovno je utvrdio svoju moć u Pamploni c. 824, Baski su otada upravljali teritorijem južno od zapadnih Pirineja. Linija Arista je vladala Pamplonom rame uz rame s Banu Qasi iz Tudele do pada obiju dinastija (početkom 10. stoljeća). Kad se Sancho I. Garces uzdigao godine 905, Pamplonese odanost prebacio na njihov susjed kršćanskih kraljevstva, s novim kraljevske loze počinje njegovo širenje prema jugu u području svojih bivših saveznika. Godine 905. novoformirano baskijsko kraljevstvo je uključivalo, kako je navodi Cronica Albeldense, na području Najere i eventualno pokrajini Álavu (nazivanu Arba).
Godine 844., Vikinzi su doplovili do Garonne u Bordeauxu i Toulouseu i opljačkali sela s obje strane rijeke, ubivši vojvodu Baska Sigwinuma II (evidentiranog i kao Sihiminum, možda Semeno) u Bordeauxu. Oni su preuzeli Bajonu, i napali Pamplonu (859), čak i uzeli kralja Garciju  za taoca, i pustili ga tek uz veliku otkupninu. Njih je nadjačao tek 982. baskijski vojvoda Vilim II. Od Gaskonje, koji se vratio iz Pamplone boriti na sjeveru Bajone i prekinuti vikinške upade, omogućujući tako nakon toga nicanje samostana diljem Gaskonje, od kojih je prvi bio Saint-Sever, Caput Vasconiae.
Vilim je započeo politiku zbližavanja s Pamplonom, uspostavom dinastičkih veze s njihovim vladarima. Unatoč nedavno pronađenoj snazi, do 10. stoljeća područje Vaskonije (koje će do 11-12. stoljeća postati Gaskonja i izgubiti izvorno etničko značenje) će biti podijeljeno na različite feudalne regija, primjerice, na vikontije Zuberou i Lapurdiju izvan bivšeg plemenskog sustava i manjih kraljevstava, dok su južno od Pirineja Kraljevine Kastilja, Kraljevina Pamplona i pirinejska grofovija Aragon, Sobrarbe, Ribagorza (kasnije pripojena Kraljevini Aragon) i Pallars nastati kao glavne regionalne vlasti s baskijskim stanovništvom u 9. stoljeću.

### Razvijeni srednji vijek
Pod Sanchom III. Velikim (1000. – 1035.), Pamplona kontrolira cijelu južnu Baskiju. Zapravo, njegova moć se protezala od Burgosa i Santandera do sjevernog Aragona. Kroz brak Sancho je postao v.d. grofa od Kastilje i držao protektorat nad Gaskonjom i Leónom. Međutim, godine 1058., bivša Vasconia se pretvorila u Gaskonju, objedinjena u personalnoj uniji s Akvitanijom (William VIII). William VIII. intervenirao je oko dinastičkih borba koje su se odvijale u Aragonu i drugim poluotočnim kraljevstvima, ali Gaskonja se postupno odmicala od baskijske političke sfere, baš kao vlastitu etničku make-up: Baski su sve više se pretvarali u Gaskonce po ravnicama na sjeveru i središnjem dijelu i zapadnim Pirinejima.
Nakon smrti Sancha III., Kastilija i Aragon su postali zasebna kraljevstva gdje us vladali njegovi sinovi, koji su bili odgovorni za prvu podjelu Pamplone (1076). Pamplona, glavno baskijsko kraljevstvo (koje će se preimenovati u Navaru), je apsorbirano i ukopljeno u Aragona. Samo  Kraljevstvo Aragon se proširilo iz svog pirinejskog uporištu u dolini Ebro (Zaragoza i Tudela su osvojene 1118.), tako da je prebacilo svoje snage bazu na nizine i urbana područjima,  a baskijski jezik i kultura su se povlačili po pritiskom jačeg urbanog stanovništva te prestiža latinske (i arapske) civilizacije u dolini Ebro. Baskijski je prestao biti glavni jezik komunikacije u mnogim područjima središnjih Pireneja, a romanski jezik, Navaro-aragonski,  je zauzeo umjesto. Kolonizator zemlje otete muslimanima donijeli su novi jezik sa sobom a to nije bio baskijski.
Kraljevstvo Navara je obnovljeno 1157. pod Garcíjom Ramírezom- Obnoviteljem, koji se borio protiv Kastilje za kontrolu zapadne polovice carstva. Mirovnim sporazumom potpisanim godine 1179. ustupio je  La Rioju  i sjeveroistočni dio današnjee Stare Kastilje kastilijanskoj kruni. Zauzvrat, ovaj pakt je priznao da Alava,  Biskaja i Gipuskoa pripadaju Navari. 
Godine 1199., dok je navarski kralj  Sancho VI. Mudri bio daleko na diplomatskoj misiji u Tlemcenu (današnji Alžir), Kastilja je napala i pripojila zapadnu Baskiju, ostavljajući Navaru bez izlaza na more. Kralj Alfonso VIII. od Kastilje obećao da će vratiti natrag županiju Durangaldea kao i Gipuskou i Alavu, ali to se u konačnici nije dogodilo. Međutim, kastilski kralj je otišao ratificirati njihova navareška feudalna prava i osigurao njihovu lojalnost. Uspjeli su zadržati veliki stupanj samouprave i domaćih zakona, a svi kastilski  (te kasnije, španjolski) kraljevi su prisezali da će sprovoditi te zakone.

### Baskijski pomorci
Baski su odigrali važnu ulogu u ranim europskim pothvatima na Atlantskom ocean.Najraniji dokument koji spominje baskijsko korištenje kitova ulja ili kitove masti datira iz 670. Godine 1059., kitolovci iz Lapurdije su zabilježeni da su predstavili ulje prvog kita kojeg su ulovili tamošnjem vikontu. Navodno su Baski sami bili neskloni kitovom mesu, ali su ostvarili uspješan posao njegovm prodajom, kao i kitove masti Francuzima, Kastilijancima i Flamancima. Baskijski kitolovci koristili duge brodove  ( "traineras" ) koji su veslali u blizini obale ili iz većeg broda.
Kitolov i lov na bakalar vjerojatno su bili odgovorni za rani baskijski kontaktu sa Sjevernim morem i Newfoundlandom. Baski su započeli bakalar ribolov i kasnije kitolov po Labradoru i Newfoundlandu već u prvoj polovici 16. stoljeća.
U Europi je kormilo, čini se bilo baskijski izum, sudeći po brodovima s tri jarbola prikazanim na freskama iz 12. stoljeća u Estelli (Navara, 'Lizarra na baskijskom), a također i pečati sačuvani u navareškim i pariškim povijesnim arhivima koji pokazuju slične brodove. Prvi spomen korištenja bio je gdje kormilo se naziva upravljanjema "à la Navarraise" ili "à la Bayonnaise".
Magellanova ekspedicija je imala na odlasku oko 200 mornara, od koji su najmanje 35 njih bili Baski, a kada je Magellan poginuo na Filipinima, njegov baskijski dozapovjednik, Juan Sebastián Elcano preuzeo brod sve na putu natrag u Španjolsku. 18 članova posade završilo je put oko svijeta 4 od njih Baski.

### Kasni srednji vijek
Baskija je u kasnom srednjem vijeku bila opustošena Ratom bandi, gorkim partizanskim ratom između lokalnih vladarskih obitelji. U Navari ovi sukobi su postali polarizirani u nasilnoj borbi između stranke Agramonta i Beaumonta. U Biskaji, dvije su glavne zaraćene frakcije bile Oñaz i Gamboa (vidi Guelfi i Gibelini u Italiji). Visoke obrambene strukture zvane dorretxeak (" kuće tornjevi") koje su gradile lokalne plemićke obitelji, od kojih su nekii danas preživjeli, često su uništavana, ponekad i s kraljevskim dekretom.

## Suvremeno razdoblje

### Samoupravni status

#### Podjela Navare i domaća vlast
Baski u današnjim španjolskim i francuskim okruzima u Baskiji uspjeli su zadržati velik stupanj samouprave u svojim općinama, praktički funkcionirajući u početku kao zasebna nacija-država. Zapadni Baski uspjeli su potvrditi svoju domaću vlast na kraju građanskih ratova Kraljevine Kastilje, polažući zakletvu Isabeli I. od Kastilje u zamjenu za izdašne uvjete za prekomorsku trgovinu i potvrdu o domaćoj vladavini. Njihovi fuerosi priznavali su posebne zakone, porezei sudove u svakom okrugu.
Kako je srednjem vijeku dolazio kraj, Baski su se našli u sendviču između dvije udižuće supersile  (Francuske i Španjolske) nakon španjolskog osvajanja iberske Navare. Većina baskijskog stanovništva završila je u Španjolskoj, ili "Španjolskama", prema policentirčnom dogovoru pod Habsburgovcima. Početnu represiju u Navari prema lokalnom plemstvu i stanovništvu (1513., 1516., 1523.), naslijedila je mekša politika, sklonija kompromisima od strane Ferdinanda II. od Aragona i Karla I. od Španjolske. Iako strogo uvjetovana svojom geopolitičkom situacijom, Kraljevina Navara-Bearn ostala je neovisna i pokušavala je ostvariti ponovno ujedinjenje Navare, što nije prestajalo do 1610. kad je kralj Henrik od Navarre i Francuske bio prisiljen na marš preko Navare u trenutku ubojstva.
Protestantska reformacija imala je neki utjecaj i bila je podržana od strane kraljice Ivane Albret Navarra-Bearn. Tiskanje knjiga na baskijskom jeziku, većinom kršćanske temamatike, uvela je u kasnom 16. stoljeću baskijski-govoreća buržoazija oko Bajone u sjevernoj Baskiji. Kralj Henrik III. od Navare, protestant, prešao je na rimokatoličku vjeru kako bi postao i kralj Henrik IV. od Francuske ("Pariz je vrijedan mise"). Međutim, reformističke zamisli, uvoze preko puta sv. Jakova  i poduprte od Kraljevine Navare-Bearn, bile su predmet intenzivnog progona od strane španjolske inkvizicije i drugih institucija već od 1521., posebno u pograničnim područjima.
Sabor Navare u Pamploni nastavio je osuđivati kralja Filipa II. zbog kršenja obvezujućih uvjeta navedenih u svojoj prisezi prilikom svečanosti 1592. Godine 1600 navode se pojave diskriminacije od strane kastiljanskih opata i biskupa prema navarskim redovnicima "za dobrobit njihovog naroda", kako je istaknula Kraljevska Vlada (Diputación). Kombinacija čimbenika sumnjičavosti prema Baskima, netolerancije prema drugom jeziku, vjerskim običajima, tradicijama, visok status žena na tom području (vidi:  kampanja kitolov), zajedno s političkim intrigama koje su uključivale gospodare Urtubiea u Urruñi i kritičnu opatiju Urdazubi- dovela je godine 1609. do velike paranoje protiv vještičarenja.
Godine 1620 de iure odvojenu Donja Navaru apsorbirala je Kraljevina Francuska, a godine 1659. Pirenejski sporazum potvrdio je postojeću španjolsku i francusku teritorijalnu kontrolu i odredio sudbinu nejasnih pograničnih područja,  uspostavivši tako običaje koji nisu postojali do te točka o ograničavanju slobodnog prekograničnog pristupa. Mjere su odlučili provoditi od 1680.
Regionalni specifični zakoni su, također, postupno slabili i gubili na važnosti, još u više Francuskoj Baskiji nego u južnim pokrajinama. Godine 1660. nadležnost Skupštine Lapurdije(Biltzar iz Ustaritza) znatno je ograničena. Godine 1661 francuska centralizacije i ambicija plemstva da preuzme i privatizira zajedničko dobro pokrenula narodni ustanak u Zuberoi s Bernardom Goihenetcheom "Matalazom" - koji je naposljetku ugušen u krvi.

#### Gospodari oceana
Baski, osobito pravilno Biskajci, Gipuskoanci i Lapurdijci, oslanjali su se na kitolov, brodogradnju, izvoz željeza u Englesku, kao i trgovinu sa sjevernom Europom i Amerikom tijekom 16. stoljeća, kada su Baski postali gospodari ne samo kitolova, već i Atlantskog oceana. Međutim, pothvat kralja Filipa II. od Španjolske i njegove  Armada Invencible godine 1588., u velikoj mjeri oslanjan na teške kitolovce i trgovačke galije zaplijenjene Baskima, pokazao se katastrofalnim. Španjolski poraz izazvao neposredni kolaps baskijske nadmoći nad oceanima i uspon engleske hegemonije. Kako je lov na kitove opao, gusarenje je procvjetalo. 
Mnogi Baski su u kastiljansko-španjolskom carstvu pronašli priliku za promovirati svoj društveni položaj i poslovna ulaganja u Ameriku kako bi zaradili za život, a ponekad i skupili malo kapitala za osnivanje današnjih baserrija. Baski koji su služili pod španjolskom zastavom postali su renomirani mornari, a mnogi od njih bili su među prvim Europljanima u Americi. Na primjer, prva ekspedicija Kristofora Kolumba u Novi svijet je djelomično sastavljena od Baska a brod Santa Maria je napravljen u baskijskim brodogradilišta.
Ostali pomorci su stekli slavu kao privatni najamnici za francuske i španjolske kraljeve,  kao npr. Joanes Suhigaraitxipi iz Bajone (17. stoljeće), ili Étienne Pellot (Hendaye), "posljednji gusar" (početkom 19. stoljeća). Do kraja 16. stoljeća, Baski su očito bili prisutni u Americi, osobito Čileu, ili Potosí. U potonjem, postojale su vijesti o nacionalnoj konfederacije koja je sudjelovala u ratu tijekom 1620. – 1625. protiv druge skupine,  Vicuñas, kojeg je činila mješavina španjolskih kolonista i domorodaca (1620. – 1625.).

#### Baskijsko trgovinsko područje
Baski su u početku dobro prihvatili  Filipa V. iz loze kralja Henrika III. od Navare-na prijestolje Španjolske (1700.), ali apsolutistički pristup koji je naslijedio od svog djeda Luja XIV. ("Država to sam ja") jedva je izdržaoi test baskijskog sustava.  Potiskivanje domaće vlasti u Kraljevini Aragonu i Kataloniji godine 1714.  uznemirilo je Baske. Nije trebalo dugo potrajati da španjolski kralj, oslanjajući se na premijera Giulija Alberonija, pokuša povećati svoje porezne prihode i promaknuti španjolsko unutarnje tržište miješajući se u baskijske zone s Baskiji s niskim porezom mičući baskijske carine s Ebra na na obalu i Pireneje. Sa svojim inozemnom i prekopirenejskom trgovinom-i nestanom domaće vlasti -pod prijetnjom, kraljevski napredak se suočio sa zapadnim Baskima u njihovim  matxinadas  ( ustancima),  koji su potresli 30 gradova u obalnim područjima (Biskaja, Gipuskoa).  Kraljevska vojska je a poslana a raširena pobuna je ugušena u krvi.
U svjetlu tih događaja, ekspedicija na čelu s vojvodom od Berwicka odaslala je četverostruki savez koji je provalio na španjolski teritorij uz zapadne Pirineje (travanj 1719.), samo da bi pronašli Gipuskoance, Biskajce i Alaveze koji su formalno, uvjetno priznali francusku vladavinu (kolovoz 1719). Suočen s kolapsom baskijske lojalnosti, kralj Filip V. Se vratio početnim zamislima u korist carina natrag na Ebro. Razumijevanje madridskih dužnosnika s baskijskim regionalnim vladama osiguralo je odskočnu dasku za osnivanje „Compañía Guipuzcoana de Caracas“  godine 1728. koja je uvelike donijela prosperitet baskijskim regijama, izvoz željezne robe i uvoz proizvoda, kao što su kakao, duhan, i krzna. Roba uvezena u unutrašnjost Španjolskom srcu zauzvrat bi snosila carine na Ebru. Jarka trgovina koja je uslijedila pridonijela je procvatu graditeljske aktivnosti i uspostavi stožernoj "kraljevskog baskijskog društva", na čelu s Munibeom, za poticanje znanosti i umjetnosti.
Iseljavanje u Ameriku nije se zaustavilo, a Baski-poznati po svojim bliskim obveznicama solidarnosti, visokim organizacijskim sposobnostima  - ulazili su poslovne pothvate po Gornjoj Kaliforniji na čelu ranijih ekspedicija i guvernerskim pozicijama, npr. Fermín Lasuén, Juan Bautista de Anza, Diego de Borica, J.J. de Arrillaga, itd. Kod kuće, potreba za tehničkim inovacijama- koju u posljednjoj trećini 18. stoljeća više nije poticala španjolska kruna  - praktičnom iscrpljenosti, te pad Compañía Guipuzcoana nakon kraja njenog poslovnog monopola s Amerikom dovela je do velike ekonomske i političke kriz.
Do kraja 18. stoljeća, Baski su bili lišeni uobičajene trgovine s Amerikom i gušeni nesrazmjerno visokim španjolskim carinama na rijeci Ebro, ali su bar uživali u tečnom unutarnjem tržištu i intenzivnoj trgovini s Francuskom. Navarska geografska distribucija trgovine krajem 18. stoljeća procjenjuje se na 37,2% s Francuskom (neodređeno), 62,3% s drugim baskijskim pokrajinama, a samo 0,5% sa španjolskom unutrašnjošću. S pozitivne strane, španjolski carinski nameti preko Ebra vodili su orijentaciju prema ostatku Europe i kruženju novih  "ne-španjolskih" – kako tehničkih tako i humanističkih, kao što je Rousseauov 'društveni ugovor', hvaljen među baskijskim liberalima, koji su naširoko podržavali domaću vladavinu (fueros). Međupirenejski kontakti između baskijskih znanstvenika i javnih osoba su se intenzivirali, povećavajući svijest o zajedničkom identitetu. 

### Pod nacijama državama

#### Revolucija i rat
Samouprava u Sjevernoj Baskiji naglo je ukinuta kada je Francuska revolucija centralizirala vlast i ukinula posebne ovlasti regije priznate od staroga režima. Tijekom najtežeg razdoblja francuske konvencije, Lapurdija (Sara, Itxassou, Biriatu, Ascain, itd.) je bila uzdrmana bezobzirnim masovnim deportacija civila u Gaskonju, konfiskacijama, i smrću više stotina ljudi. 
Dok su ova traumatska zbivanja gurnula neke Baske na kontra-revolucionarne pozicije, drugi su pošli drugim putem. Južna Baskija je zaglibila u stalnim sporovima s kraljevskom španjolskom vlasti-kršenja fuerosa – i pregovora koji su došli do zastoja tijekom stupanja na vlast premijera Manuela Godoya.Središnja vlada je počela provoditi svoje odluke samostalno, npr. regionalne kvote vojne mobilizacije, tako da su se različite baskijske autonomne vlade-Navare, Gipuzkoa, Biskaja, Alava-osjetile definitivno obespravljenima. Tijekom rata u Pirinejima i poluotočkog rata, predstojeća prijetnja samoupravi od španjolske kraljevske vlasti bila je presudna za ratne događaje i saveze – psima cf. Bon-Adrien Jeannot de Moncey pisma i politička događanja u Gipuzkoi.  Liberalna klasa koja je podržavala samoupravu ugušena je od strane španjolskih vlasti nakon rata u Pirinejima vojnim sudom u Pamploni iz godine 1796. 
Do 1807.,  pokušaj Manuela Godoya potiskivanja baskijske samouprave susreo se s ustankom u Bilbau, koji je silom ugušila intervencija španjolske vojske u tzv. Zamacoladi (1804.). Ofenziva na terenu je popratio pokušaju diskreditacije osnove baskijske samouprave kao poovlastica koje je odobrila Kastilija, u čemu je bio istaknut Juan Antonio Llorenteu svojem djelu „Noticias históricas de las Tres provincias vascongadas ... (1806-1808)“, koje je naručila španjolska vlade,  a Godoy hvalio, a odmah pobili domaći znanstvenici sa svojim djelima-PP Astarloa, J.J. Loizaga Castaños, itd.
Napoleon je, stacioniran u Bajoni (dvorac Marracq), dobro je uzeo na znanje baskijsko nezadovoljstva. Projekt izrađen uzdoprinos baskijskog revolucionara DJ Garat za baskijsku kneževine nije realiziran godine 1808. u statutu iz Bajone, ali različiti identiteti su priznali unutar krune Španjolske i okvir (male sigurnosti ) za baskijsku specifičnost je predviđen u njegovom zričaju. Uz poluotočki rata u punom jeku, dvije kratkotrajne državne izborne jedinice na kraju su stvorene i bile izravno odgovorne Francuskoj : Biskajska (današnja baskijska autonomna zajednica) i Navara, zajedno s drugim područjima na sjeveru Ebra. Napoleonska vojska, dozvoljena u Španjolskoj kao saveznik godine 1808., na početku je naišala na malo poteškoća u održavanju južne Baskije lojalnom,  ali plima se počela okretati kada je postalo jasno da je francuski stav je bio samoposluživanje.
U međuvremenu, španjolski Ustav iz 1812. (ožujak 1812.) ignorirao je baskijsku institucionalnu stvarnost, što je pak izazvalo baskijsku nevoljkost i protivljenje.  18. listopada 1812. Vršitelj dužnosti biskajskog regionalnog vijeća sazvale su u Bilbau baskijse paravojske zapovjednika Gabriela Mendizabala,  uz zbor koji je pristao slanje zastupnika u Cádiz s zahtjevima pregovora. Ne samo da su zahtjevi naišli loš prijem već je Vijeće Cadiza dostavilo zapovjedniku vojske Castañosu zapovijed za pokretom u Bilbao sa svrhom "vraćanja reda." Pamplona je također odbila dati bianco ček, navarski izaslanik u Cadizu pitao je dopuštenje da se o tom pitanju razgovara i pozvao Sabor Navare (Cortes) -  nadležni organ kraljevstva. Molba je opet odbijena, a domaći zapovjednik Francisco Espoz y Mina koji je bio jak u Nava čvrsto je odlučio zabraniti svojim ljudima polaganje prisege na novi Ustav.
S krajem španjolskog rata za neovisnost i Donostijom u ruševinama (rujan 1813.), povratak Ferdinanda VII. i formalni povratak baskijskih institucija (svibanj-kolovoz 1814.) susreo se preokretom liberalnih odredbi odobrenih 1812. Ustavom iz Cádiza, ali i serijskim kršenjem temeljnih odredbi fuerosa (contrafueros) koji su tresli temelje baskijskog pravnog okvira, kao što je fiskalni suverenitet i specifičnosti vojne obveze. Kraj Trienio Liberal  u Španjolskoj doveo je na scenu najviše nepokolebljive katolike, tradicionalisti i absolutiste u Navari, koji su pokušali vratiti i inkviziciju te osnovali godine 1823. tzv. Comisiones Militares, usmjerene na pravovjerje i kontrolu nezgodnih pojedinaca. Ironično je što su oni i i Ferdinand VII.  Na kraju provodili centralizirani dnevni red španjolskih liberala, ali bez prednosti koje je on nosio.

#### Prvi karlistički rat i kraj fuerosa
U strahu da će izgubiti svoju samoupravu (fuerose) u modernom, liberalnom španjolskom ustavu, Baski u Španjolskoj su se masovno pridružili tradicionalističkoj vojsci koju je vodio karizmatični baskijski zapovjednik Tomas de Zumalacarregui, a bila je financirana uglavnom od strane vlada iz baskijskih pokrajina.Suprotstavljena Isabelina vojska imala je ključnu potporu Britanaca, Francuza (osobito alžirske legije) i Portugalaca.Irsku legiju (Tercio)  Baski su gotovo uništili od strane u bitci kod Oriamendija. 
Međutim, karlistička ideologija nije sama po sebi bila sklona ustanku za za baskijske posebne institucije, tradicije i identitet, već za kraljevski apsolutizam i Crkvu, i bila je uspješna u ruralnim sredinama i na osnovu zamisli potpuno suprotnih modernim liberalnim. Oni su se predstavili kao pravi Španjolci i zalagali se za centraliziram. Unatoč okolnostima i njihovom katoličanstvu, mnogi Baski su sumnjali da rješenje njihovih problema nije nužno nepokolebljivi konzervativizam.
Nakon rane i neočekivane smrti Tomasa Zumalacarreguija tijekom opsade Bilbaa godine 1835. i daljnjih vojnih uspjeha godine 1837., prvi karlistički rat se počeo okretati protiv karlist, što je proširio jaz između Apostolske (službene) i baskijske pro- fueros stranke unutar karlista. Održavajući raširenu slabost, J. A. Muñagorri je preuzeo vodstvo od frakcija koja zagovarala razlaz s potraživačem prijestolja Carlosom Borbónom pod zastavom "Mir i Fueros" (usp Muñagorriren bertsoak). Nezadovoljstvo se kristaliziralo godine 1839. u zagrljaju Bergara i kasnije Zakonom o potvrdio Fuerosa. Oni su uključivali obećanje od strane Španjolaca da će poštovati skraćenu verziju prethodnih baskijskih samouprava. Pro-fueros liberali jaki u ovom trenutku u ratu i siromaštvom ogođena Pamplona su potvrdili većinu navedenih dogovora, ali su potpisali zaseban  "kompromisni Zakon" (Ley Paccionada) godine 1841., pri čemu Navara prestaje službeno postojati kao kraljevstvo i postaje španjolska provincija, ali uz skup važnih povlastica, uključujući kontrolu nad oporezivanjima. Carine su tada definitivno preselile s rijeke Ebro je do obale i Pirineja.
Novi politički dizajn pokrenuo je prekogranično krijumčarenje, a francuski Baski su se selili u SAD i druga američka odredišta u velikom broju. Ista sudbina-Sjeverna i Južna Amerika uopce- snašla je i mnoge druge Baske, koji su se tijekom sljedećih desetljeća iz baskijskih i drugih susjednih luka (Santander, Bordeaux) uputili u potrazi za boljim životom,  kao npr. bard Jose Maria Iparragirre, skladatelj Gernikako Arbola, rašireno kao baskijske nacionalne himne. 
Gospodarska scena u Francuskoj Baskiji, teško pogođenoj ratnim zbivanjima do 1814. i s prekidima odsječenomj od 1793 iz njenih uobičajenih trgovinskih tokova s prijateljskim baskijski pokrajinama na jugu, bila je troma i obilježena razmjeno malom eksploatacijom prirodnih resursa u ruralnim okruženjima, primjerice rudarstvu, vađenju soli, uzgojem i preradom vune, mlinovima, itd.  Bajona je ostalo glavno trgovačko središte, a Biarritz se razvijalo kao primorsko turističko mjesto za elitu. Tijekom tog razdoblja,  Alava i Navara su pokazale malo ekonomske dinamiku, ostajući uglavnom vezane za ruralne aktivnosti s malom srednjom klase sa sjedištem u glavnim gradovima- Vitoria-Gasteiz i Pamploni.
Stoljećima kovana mreža koja je povezivala s lako dostupnim drvom, obiljem vodenih putova,  i blizina obalnih luka doživjela je svoju konačnu agoniju, ali neke su nastavile djelovati -sjever Navare,  Gipuskoa, Biskaja. Kritični trenutak za izgradnju teške metalne industrije je došao godine 1855.  uvođenjem Bessemerovih visokih peći za masovnu proizvodnju čelika u području Bilbaa.  Godine 1863. regionalno vijeće Biskaje liberaliziralo je izvoz željezne rude, a iste godine prva rudarska pruga je bila puštena u pogon.  Uslijedio je brz razvoj, ohrabren dinamičnom lokalnom buržoazijom, obalnom smještaju, dostupnosti tehničkog znanja, priljev stranih ulagača industriju čelika u partnerstvu s lokalnim obiteljskim korporacijama Ybarra y CIA, kao i španjolskom i inozemnom velikom potražnjom za željeznom rudom. Prijenos španjolske carinske granice s južne granice Baskije do španjolsko-francuske granice u konačnici je potakao uključivanje Španjolske Baskije u novo španjolsko tržište, protekcionizam koji je pridonio rastu baskijske industrije.
Do 1865. Sjeverna željeznica je stigla u pogranični grad Irun, dok je francuska željeznička usjekla svoj put duž baskijske obale sve do Hendaye 1884. (Bajona godine 1854).Dolazak željeznice imao je dubok društveni, gospodarski i kulturni utjecaj, što je izazvalo i divljenje i protivljenej. Uz širenje željezničke mreže, industrijase u Gipuskoi također razvila slijedeći drukčiji uzorak-sporije, rasprostranjena u različitim dolinama, i usredotočena na metalnu proizvodnji i preradu, zahvaljujući lokalnom znanju i poduzetništvu.
U zaletu trećeg (drugog) karlističkog rata (1872. – 187.6), provedba sporazuma koji su zaključili prvi karlistički rat bila je suočena s napetostima koje su proizlazile iz pokušaja španjolske vlade da mijenja već postignute sporazume u vezi s financija i oporezivanja, krunskim draguljima zasebnog statusa južne Baskije, uz specifičnosti vojne obveze. Nakon nestabilnost prve španjolske republike (1868.) i borbu za dinastičko naslijeđe u Madridu, oko 1873. Karlisti su se ojačali u Navari i proširila svoj teritorij po cijeloj Južnoj Baskiji, izuzev glavnih gradova, uspostavivši de facto baskijsku država sa sjedištem u Estella-Lizarra, gdje se smjestio pretendent na prijestolje Carlos VII.  Vladajuća karlistička Vlada obuhvaćala je ne samo pravosudne aranžmane za vojna pitanja, nego je uspostavljala državne sudove, kao i vlastitu valutu i poštanske marke.
Međutim, karlisti nisu uspjeli zauzeti četiri prijestolnice tog teritorija, što je dovelo iscrpljivanja i postupnog raspada karličkih vojnih snaga s početkom u ljeto 1875. Druge pozornice rata u Španjolskoj (Kastilija, Katalonija) nisu bile iznimka gdje su karlisti nailazili na veliki broj zastoja koji su naposljetku pridonijeli pobjedi vojske kralja Alfonsa XII.  Njegove postrojbe sz kolumne napredovale i zauzele Irun i Estella-Lizarra do veljače 1876.  Ovaj put uzdižući španjolski premijer Cánovas del Castillo je izjavio da ga nikakav postignuti dogovor ne obvezuje,  i krenuo proglasiti  "Zakon o uklanjanju baskijskih povelja", s njegovim člankom 1. n kojem naviještava da su "dužnosti političkog Ustava uvijek bile nametnute svim Španjolcima." Baskijske pokrajine u Španjolskoj, uključujući Navaru izgubile su svoj suverenitet i bile stavljene u rang običnih španjolskih pokrajina, još uvijek čuvajući mali skup prerogativa.

## Kasnija moderna povijest

### 19. stoljeće
Gubitak fuerosa godine 1876.  iznjedrio je političko neslaganje i nemire, s dva tradicionalistička pokreta koja su proizlazila iz suprotstavljanaj španjolskom centralističkom i relativno liberalnom stavu, nkarliste i baskijske nacionaliste. Prvi su naglašavali nepokolebljive katoličke i apsolutističke vrijednosti, dok su potonji naglasšavali katoličanstvo i povelje pomiješane s baskijskom nacionalnom sviješću (Jaungoikoa eta lege Zarra). Iako su na početku bili na malo različitim pozicijama, baskijski su se nacionalisti ukorijenili u industrijaliziranoj Biskaji te u manjoj mjeri Gipuskoi, dok su se karlisti ukorijenili pogotovo u ruralnoj Navari te u manjoj mjeri u Álavi.
S obzirom na gospodarsku aktivnost, visoka kvalitete željezne rude, uglavnom iz zapadne Biskaje, prerađivane do početka 19. stoljeća u malim tradicionalnim kuje diljem zapadne Baskiji, sada se izvozi u Velikoj Britaniji za industrijsku preradu. Između 1878. i 1900. 58 milijuna tona rude izvezeno je iz Baskije u Veliku Britaniju.  Ostvarena dobit u ovom izvozu je pak reinvestirana u industriji željeza i čelika, što je potez koji je potaknuo  "industrijsku revoluciju" koja se širila iz Bilbaa i Baskije po cijeloj Španjolskoj, unatoč ekonomskoj nekompetentnosti koju je pokazivala španjolska središnja država.
Nakon pokretanja gospodarskih kretanja započet sredinom 19. stoljeća i danog zamaha španjolskom unutarnjem tržištu nakon ukidanja fuerosa, Biskaja je razvila svoje moderne visoke peći i teško rudarstvo, dok je industrijalizacija poletjela u Gipuskoi. Veliki broj radnika koji su oboje trebali potrebni u početku je dovučen s baskijskog sela i seljaka iz obližnjeg Kastilije i Rioje, ali imigracija je počela teći i od osiromašenih udaljenim regija Galicije i Andaluzije. Baskija, koja je do tada bila izvor emigranata u Francusku, Španjolsku i Ameriku, suočila se po prvi put u novijoj povijesti s ogromnim priljeva stranaca različitih jezika i kultura kao nuspojavom industrijalizacije. Većina tih useljenika govorila je samo španjolski a gotovo svi su bili vrlo siromašni.
Francuska željeznica stigala je u Hendaye (Hendaia) u Lapurdiji godine 1864, povezavši tako Madrid i Pariz. Željeznička veza po baskijskoj obali povlačila je za sobom ne samo više teretnog brodskog prometa, već i brže širenje primorskog skupališnog modela iz Biarritza do Donostije, omogućujući stalan protok turista, prvo elitne a potom i srednje klase,  posebno iz Madrida. I ne samo to,  uslijedilo je redovito doseljavanje uprave i carinskih službenika iz francuske i španjolske unutrašnjosti, koji nisu bili upoznati s lokalnom kulturom te su se često nerado, čak i neprijateljski odnosili prema baskijskom jeziku. Međutim, u međuvremenu, ugledne osobe koje su bile zabrinute raspadom baskijske kulture počele su promicati inicijative usmjerene na povećanje njenog statusa i razvoja, npr. poznati Antoine d'Abbadie, glavna pokretačka sila iza Lore Jokoak književnih i kulturnih festivala, uz liberalnu Donostiju koja je također postala jaka točka za baskijsku kulturu, s osobama poput Serafina Baroja, pjesnika-trubadura Bilintxa, ili scenarista  Labaiena.
U tom razdoblju, Biskaja je dosegnula jednu od najviših stopa smrtnosti u Europi. Dok su nesretni radni i životni uvjeti novog proletarijata pružali prirodno plodno tlo za nove socijalističke i anarhističke ideologije i političke pokreta karakteristične od kraja 19. stoljeća, kraj 19. stoljeća također vidio rođenje baskijskog nacionalizma.  Neuspjeh španjolske vlade je neuspjeh da se uskladi s odredbama utvrđenim na kraju trećeg karlističkog rata (1876.),  i prije (Zakon o kompromisu u Navari 1841.)  izazvao je javno negodovanje, kristalizirano u Gamazada narodnom ustanku u Navari (1893. – 1894.), koji je stvorio odskočnu dasku za početak baskijskog nacionalizma- Baskijsku nacionalističku stranku (EAJ-PNV) osnovanu godine 1895.
EAJ-PNV, slijedeći cilj neovisnosti ili samouprave za baskijsku državu (Euzkadi), predstavljala je ideologiju koja je kombinirala demokršćanske misli s gnušanjem prema španjolskim useljenicima koje je doživljavala kao prijetnju etničkoj, kulturnoj i jezičnoj cjelovitosti baskijske rase, a također i kao kanal za uvoz novih, pomodarskih, ljevičarskih  (i "nebaskijskih") ideja.

### Rano 20. stoljeće
Industrijalizaciju preko baskijskog teritorija na atlanstskom slijevu (Biskaja, Gipuskoa, sjeverozapadna Álava) dodatno je potaknulo izbijanje Prvog svjetskog rata u Europi. Španjolska je ostala neutralna u ratnom sukobu, s baskijskom proizvodnje čelika i izvozom koji je doživio dodatnu potražnju zahvaljujući ratu u Europi. Ironično, kraj europskog rata godine 1918. doveo je do pada i transformacije baskijske industrije. U Francuskoj Baskiji, njeni stanovnici su sudjelovali u ratu na francuskoj strani. Rat je uzeo danak među Baskima kojih je 6000 stradalo. Također je značajno potaknula prodor francuskih nacionalističkih ideja u baskijskom području,  do tada ograničene na određene krugove i kontekste.
Godine 1931., na početku 2. španjolske republike, kao odjek na nedavno odobrenu samoupravu Katalonije, nastojalo se sastaviti jedan statut za Navaru i baskijske zapadne pokrajine ("Provincias Vascongadas"), ali nakon početnog odobrenja nacrta i sastanaka vijeća gradonačelnika, Navara se povukla iz nacrta projekta usred kontroverzi oko valjanosti glasova (Pamplona, 1932). Karlističko vijeće Pamplone je tvrdilo da je "neprihvatljivo nazvati [teritorij uključeni u nacrt statuta] Pais Vasco- Navarro na španjolskom.  U redu je redu Vasconia i Euskalerría, ali ne Euzkadi".
Neustrašivi, baskijski nacionalisti i ljevičarske republikanske snage nastavile su raditi na statutu, ovaj put samo za baskijske zapadne pokrajine, Alavu, Gipuzkou i Biskaju, koji je na kraju odobren godine 1936., dok je španjolski građanski rat već bjesnio preko Biskaje. Baskijski nacionalisti u Biskaji i Gipuskoi stali su na stranu španjolskih republikanaca, ali su mnogi u Navari,  uporištu karlista, poduprli su generala Francisca Franca i nejgove snage. (Potonji su bili u Španjolskoj poznati kao "Nacionales"). Jedan od najvećih zločina ovom ratu, ovjekovječen u  Picassovom simboličnom muralu, bilo je bombardiranje Gernike od strane njemačkih zrakoplova.
Godine 1937., Eusko Gudarostea, vojska nove vlasti u baskijskoj autonomnoj zajednici predala se Francovim fašističkim talijanskim saveznicima u Santoñi pod uvjetom da se poštede životi baskijskih vojnika (Sporazum iz Santoñe).

### Francova diktatura
S krajem rata, novi je diktator započeo svoje pretvaranje Španjolske u autoritarnu države. Francov režim donio je oštre zakone protiv svih manjina u španjolskoj državi, uključujući i Baske, čiji je cilj bio brisanje njihove kulture i jezika. Nazivajući Biskaju i Gipuskou "izdajničkim provincijama", on je ukinuo ono što je ostalo od njihove autonomije. Navara i Alava su smjeli imati male lokalne policijske snage i ograničene porezne povlastice.
Dva kretanja tijekom Francove diktature (1939. – 1975.) duboko su zahvatili život u Baskiji u tom razdoblju i poslije. Jedan je bio novi val useljavanja iz siromašnijih dijelova Španjolske u Biskaju i Gipuskou tijekom 1950-ih, 1960-ih i 1970-ih godina kao odgovor na regije eskalirajuću industrijalizaciju u cilju opskrbe španjolskog unutarnjeg tržište, kao rezultat poslijeratne politike samodostatnosti koju je provodio režim.
Drugo, režimski progon je izazvao snažnu reakciju u Baskiji od 1960-ih naovamo, osobito u obliku novog političkog pokreta, "Baskija i sloboda" (Euskadi Ta Askatasuna), poznatiji po svom baskijskog inicijalima ETA, koji se pretvorio u sustavno korištenje oružja kao oblik prosvjeda u 1968. Ali ETA je bila samo jedan dio društvenog, političkog i jezičnog pokreta koji se suprotstavljao španjolskoj dominaciji, ali i oštro kritizirao pasivnost vlastitih konzervativnih nacionalista u Baskiji  (organiziranih u EAJ-PNV). Do danas nacionalističkim dijelom baskijskog političkog spektra dominira dijalektika između tih dviju političkih trendova, ljevičarskih abertzale (domoljuba ili nacionalista) i EAJ- PNV.

### Današnjica
Francov autoritarni režim trajao je do 1975., a njegove posljednje godine do smrti diktatora su se pokazale surovima. Dva su nova stava nastala u baskijskoj politici. Dok su različite grane ETA-e je odlučile zadržati sukob za novi status Baskije, EAJ-PNV i španjolski komunisti i socijalisti su se opredijelili za pregovore s Francovim režimom. Godine 1978., Španjolska vlada je proglasila opću amnestiju za sve političke prijestupe, što se izravno odnosilo na baskijske nacionalističke aktiviste, osobito militante ETA-e.
Iste godine,  održan je referendum za ratifikaciju španjolskog Ustava. Izborne platforme bliže ETA-inim dvjema granama (Herri Batasuna, EIA) zalagale su se za "ne" opciju, a EAJ-PNV je pozvao na apstinenciju na temelju toga što nije imao baskijski doprinos. Rezultati su u južnoj Baskiji pokazali su upadljiv jaz s drugim regijama u Španjolskoj, posebice u baskijskoj autonomnoj zajednici.
1970-ih te početko/sredinom 1980-ih, Baskijom je zavladalo intenzivno nasilje koje su činile skupine baskijskih nacionalista s jedne strane te ilegalne skupine i policijske snage pod državnim pokroviteljstvom. Između 1979. i 1983., u okviru novog španjolskog Ustava, središnja država dodjeljuje široke samoupravne ovlasti ("autonomiju") Arabi, Biskaji i Gipuskoi nakon referenduma o baskijskom statutu, uključujući i izbor vlastitog parlamenta, policije, školskog sustava i kontrole nad oporezivanjem, dok je Navara bila izostavljena iz nove autonomne regije nakon što su socijalisti odstupili na svoj početni položaj, te je Navara postala zasebna autonomna regija. Statut autonomije iz 1979. je organski zakon o obveznom provođenju, ali ovlasti su prenesene postupno tijekom desetljeća kao rezultat ponovnih pregovora između španjolske vlade i baskijske regionalne samouprave prema nakon izborne potrebe. Francuska Baskija, u međuvremenu, nema nikakvo političko ili upravno priznanje dosad, iako je veliki broj regionalnih predstavnika lobirao za stvaranje baskijskog departmana, no bez uspjeha.